# Дарија Прат
Дарија Прат (енгл. Daria Pankhurst Wright Pratt; 21. март 1859 — 26. јун 1938) била је супруга кнеза Алексе Карађорђевића и освајач медаље на Олимпијским играма 1900. године.

## Биографија
Дарија је рођена 21. марта 1859. године у Кливленду, САД, као Дарија Пенкхурст.
Године 1900. учествовала је на олимпијским играма у Паризу за америчку голф репрезентацију и освојила бронзану медаљу.
Дарија се удавала три пута. За трећег мужа, српског кнеза Алексу Карађорђевића, удала се 11. јуна 1913. Са њим је дошла у Србију када је почео Први светски рат и током 1914—1915. је водила једну болницу, а касније је објавила књигу о повлачењу српске војске преко Албаније.
Умрла је у Кану, 26. јуна 1938. године.

## Породица

#### Супружник
| име          | слика | датум рођења  | датум смрти       |
| ------------ | ----- | ------------- | ----------------- |
| Принц Алекса |       | 10. јун 1859. | 15. фебруар 1920. |